# Viktor Frankl

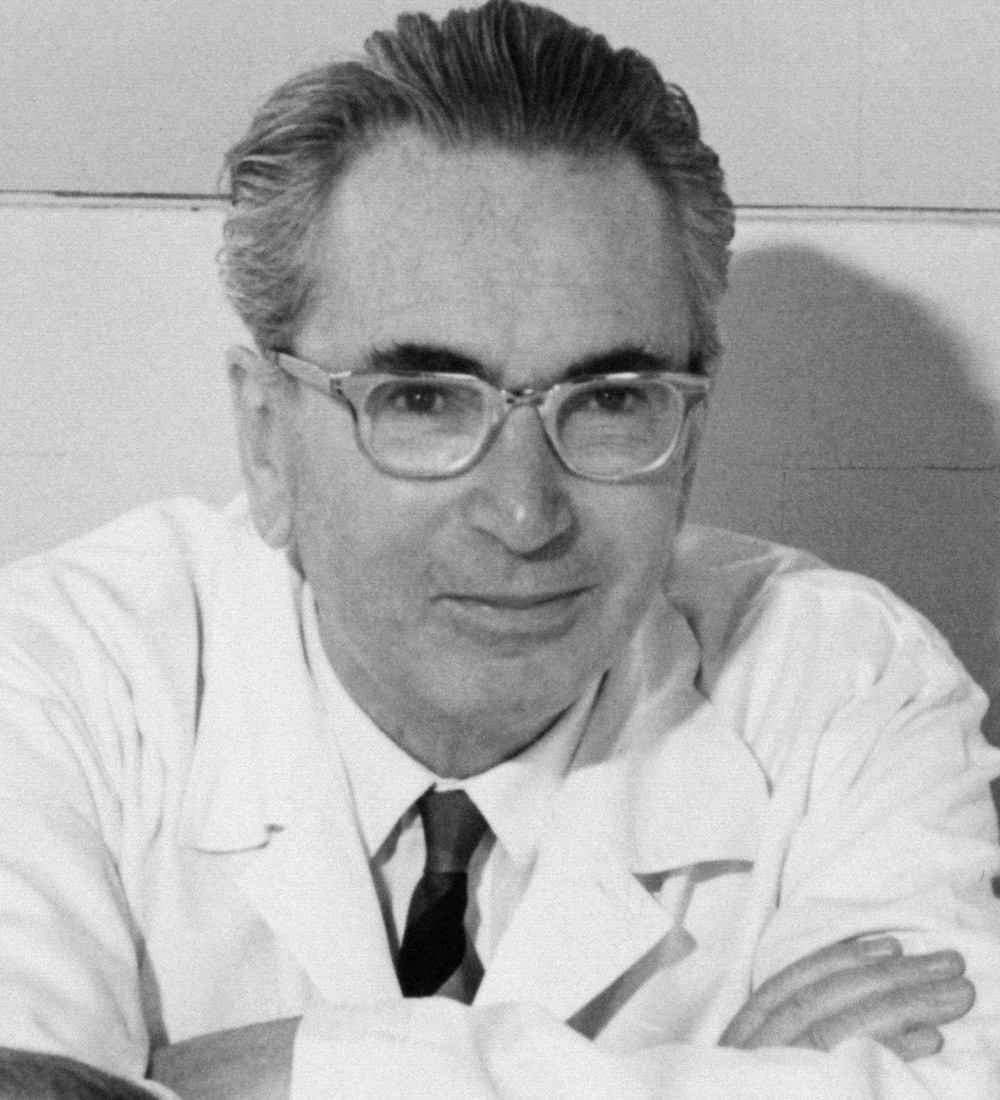
Viktor Frankl, Wien, 1965

Viktor Emil Frankl (* 26. März 1905 in Wien, Österreich-Ungarn; † 2. September 1997 in Wien, Österreich) war ein österreichischer Neurologe und Psychiater. Er begründete die Logotherapie und Existenzanalyse, die vielfach auch als die „dritte Wiener Schule der Psychotherapie“ bezeichnet wird. Eines seiner bekanntesten Werke ist das im Jahr 1946 erschienene Buch … trotzdem Ja zum Leben sagen, in dem Frankl seine Erlebnisse und Erfahrungen in vier verschiedenen Konzentrationslagern, darunter Auschwitz, während des Zweiten Weltkriegs schildert.

## Leben

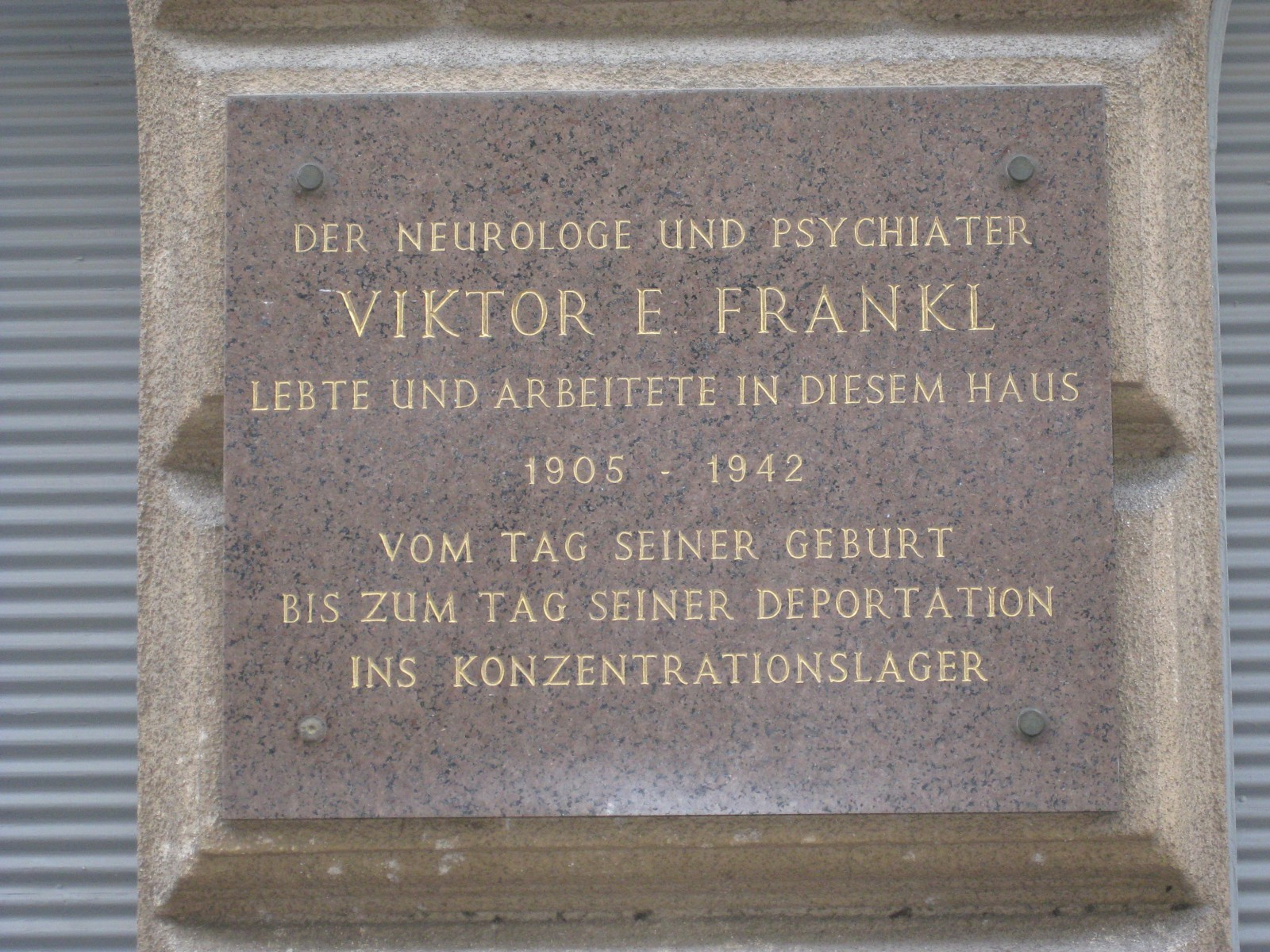
Gedenktafel am Geburtshaus, Czerningasse 6 in Wien

Viktor Emil Frankl wurde am 26. März 1905 in Wien-Leopoldstadt, Czerningasse 6, als zweites Kind des Ministerialbeamten Gabriel Frankl (1861–1943) und dessen Ehefrau Elsa geb. Lion (1879–1944) geboren. Heute weist eine Gedenktafel am Geburtshaus darauf hin, dass Frankl hier bis zum Tag seiner Deportation ins Konzentrationslager im Jahr 1942 wohnte.
Schon als Gymnasiast begann Frankl eine Korrespondenz mit Sigmund Freud, dem Begründer der Psychoanalyse. 1923 legte er die Matura unter anderem mit einer Abhandlung über Die Psychologie des philosophischen Denkens ab.
1924 begann Frankl sein Studium der Medizin, zugleich war er 1924/1925 Obmann der Sozialistischen Mittelschüler Österreichs. Er kam in Kontakt mit Alfred Adler, von dessen Individualpsychologie er sich angezogen fühlte, und nahm regelmäßig an den Treffen des Kreises um Adler teil. 1927 wurde er wegen „unorthodoxem Verhalten (Fragen nach dem Sinn)“ durch Alfred Adler aus der Gesellschaft für Individualpsychologie ausgeschlossen. Während Adler sich mit der Sinnfrage im Zusammenhang mit Sorgen, Nöten und Beschwerden bei seelisch gesunden Menschen beschäftigte, stellte Frankl die Sinnfrage ins Zentrum seiner Arbeit zur Suizidprävention. In der Studienzeit waren Depressionen und Suizid Frankls Schwerpunktthemen. 1928 gründete er Jugendberatungsstellen in Wien (bei Wilhelm Börner). 1930 organisierte er zur Zeit der Zeugnisverteilung eine Aktion, um Schüler mit schlechten Zeugnissen vom Suizid abzuhalten. Im selben Jahr schloss er seine medizinische Dissertation ab.
Von 1933 bis 1937 leitete er im Psychiatrischen Krankenhaus in Wien den „Selbstmörderinnenpavillon“. Hier betreute er als Oberarzt jährlich bis zu 3000 suizidgefährdete Frauen.

### Leben unter dem Nationalsozialismus
Nach dem „Anschluss“ Österreichs im März 1938 wurde ihm wegen seiner jüdischen Herkunft untersagt, „arische“ Patienten zu behandeln. 1940 übernahm er die Leitung der neurologischen Abteilung des Rothschild-Spitals, des einzigen Krankenhauses, in dem in Wien noch jüdische Patienten behandelt wurden. Einige seiner Gutachten aus dieser Zeit sollten Patienten davor bewahren, dem nationalsozialistischen Euthanasieprogramm zum Opfer zu fallen. 1941 erhielt er die Aufforderung, zur Ausstellung des beantragten Visums im US-Konsulat in Wien zu erscheinen. Er zog es aber vor, seine Eltern nicht allein zu lassen, und verzichtete auf das Visum.
Im Dezember 1941 heiratete er Mathilde (meist Tilly genannt) Grosser. 1942 erwarteten sie ein gemeinsames Kind, das sie unter Zwang abtreiben mussten. Viktor Frankl widmet dem ungeborenen Kind das nur auf Englisch erschienene Buch The Unheard Cry for Meaning mit den Worten „To Harry or Marion – an unborn child“.

#### Erfahrungen in Konzentrationslagern

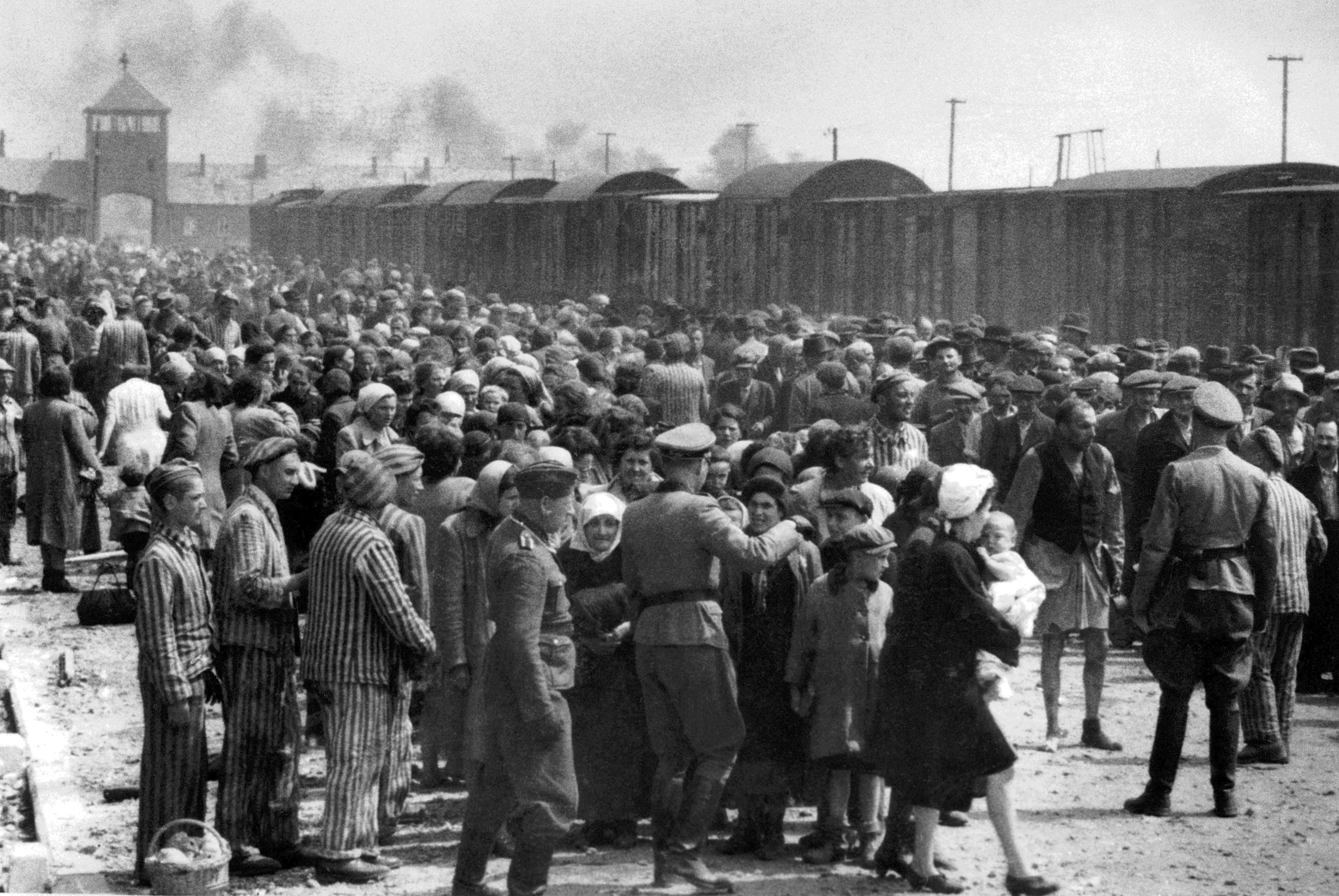
Eine Selektion in Auschwitz, wie sie auch Frankl erleben musste: Arbeitstaugliche Häftlinge werden zu Zwangsarbeit verpflichtet; Arbeitsuntaugliche werden vergast.

Am 25. September 1942 wurden er, seine Frau und seine Eltern aufgrund deren jüdischer Abstammung ins Ghetto Theresienstadt deportiert. Dort unternahm er zusammen mit Regina Jonas psychologische Betreuung der traumatisierten und selbstmordgefährdeten Neuankömmlinge. Sein Vater starb dort 1943. 1944 wurde der Rest seiner Familie in das KZ Auschwitz deportiert; seine Mutter und sein Bruder Walter wurden direkt ausgesondert und in der Gaskammer ermordet, seine Frau wurde ins KZ Bergen-Belsen deportiert und dort ermordet. Frankl wurde am 19. Oktober 1944 von Theresienstadt nach Auschwitz gebracht und einige Tage später in das KZ-Außenlager Kaufering III – Kaufering und am 5. März 1945 in das KZ-Außenlager Kaufering VI – Türkheim, ein Außenlager des KZ Dachau, transportiert. Am 27. April 1945 wurde er in Türkheim von der US-Armee befreit.

### Nach dem Krieg
Seine Eindrücke und Erfahrungen in den Konzentrationslagern verarbeitete er in dem Buch … trotzdem Ja zum Leben sagen (Untertitel: Ein Psychologe erlebt das Konzentrationslager), das 1946 erschien. Schon kurz nach Ende des Krieges vertrat er die Ansicht, dass vor allem Versöhnung einen sinnvollen Ausweg aus den Katastrophen des Weltkrieges und der Schoah weisen könne und es insbesondere keine kollektive Schuld geben könne. Dies formulierte er eindrücklich bei seiner Rede auf dem Wiener Heldenplatz im Jahr 1988 zum Gedenktag 50 Jahre nach dem sogenannten „Anschluss“ Österreichs. 1946 wurde er zum Vorstand der Wiener Neurologischen Poliklinik berufen und war dies bis 1971.
1947 heiratete Viktor Frankl in zweiter Ehe Eleonore (meist Elly genannt) Katharina Schwindt, die über 50 Jahre nicht nur seine Lebensgefährtin war, sondern ihn auch wissenschaftlich unterstützte. Zusammen hatten sie eine Tochter, Gabriele.
1948 stand Frankl Heinz von Förster bei der Veröffentlichung von dessen erster wichtiger wissenschaftlicher Veröffentlichung (Das Gedächtnis. Eine quantenphysikalische Untersuchung) zur Seite. 1948/49, fast zwei Jahrzehnte nach seiner medizinischen Dissertation, legte er eine philosophische Dissertation mit dem Titel Der unbewußte Gott vor.
1950 gründete er die Österreichische Ärztegesellschaft für Psychotherapie. Er war deren erster und einziger Präsident.
1955 erhielt er den Professorentitel für Neurologie und Psychiatrie an der Universität Wien. Gastprofessuren führten ihn in die USA (Harvard University, Dallas und Pittsburgh). 1970 wurde an der U.S. International University in San Diego (Kalifornien) eigens für ihn eine Internationale Professur für Logotherapie eingerichtet.

Mit 67 Jahren erwarb er den Pilotenschein.

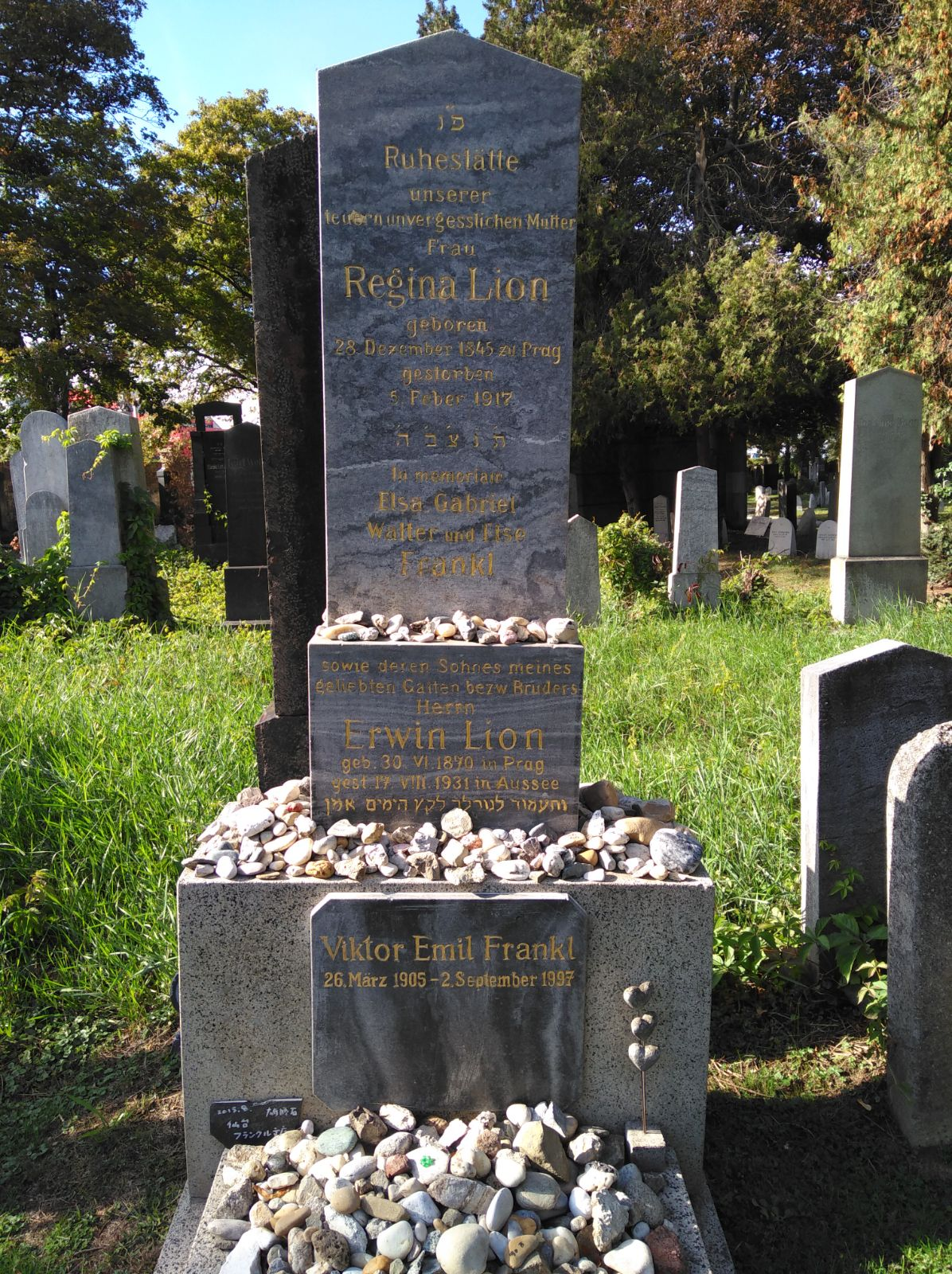
Grab von Viktor Frankl auf dem Wiener Zentralfriedhof, „Alte Israelitische Abteilung“

Anlässlich des Gedenktages zum 50. Jahrestag des Einmarschs des NS-Regimes in Österreich hielt Frankl im Jahr 1988 auf dem Wiener Rathausplatz eine viel beachtete Rede, in der er sich gegen das Kollektivschuld-Narrativ aussprach. Ab dem Studienjahr 1990/1991 setzte Prof. Frankl, damals im 86. Lebensjahr, seine Vorlesungstätigkeit an der Medizinischen Fakultät der Universität Wien fort, und zwar fanden seine Vorlesungen wie bereits im Jahr 1946 in einem Hörsaal in der Mariannengasse 1, 1090 Wien statt. Frankl verstand es trotz seines fortgeschrittenen Lebensalters in den 1990er Jahren, die Hörer in freier Rede über seine Logotherapie und Existenzanalyse aus erster Hand zu informieren und zugleich zu faszinieren. Am selben Ort in der Mariannengasse befindet sich heute das Viktor Frankl Zentrum Wien. Am 2. September 1997 starb Viktor Frankl an Herzversagen.
Frankl verfasste mehr als 30 Bücher. Der Sinn des Lebens ist Thema in vielen seiner Bücher. Die letzten beiden noch zu seinen Lebzeiten erschienenen Bücher sind die Autobiographie Was nicht in meinen Büchern steht (1995) und Man’s Search for Ultimate Meaning (1997).
Viktor Frankl ist auf dem Wiener Zentralfriedhof in der „Alten Israelitischen Abteilung“ begraben.

## Bergsteiger und Kletterer

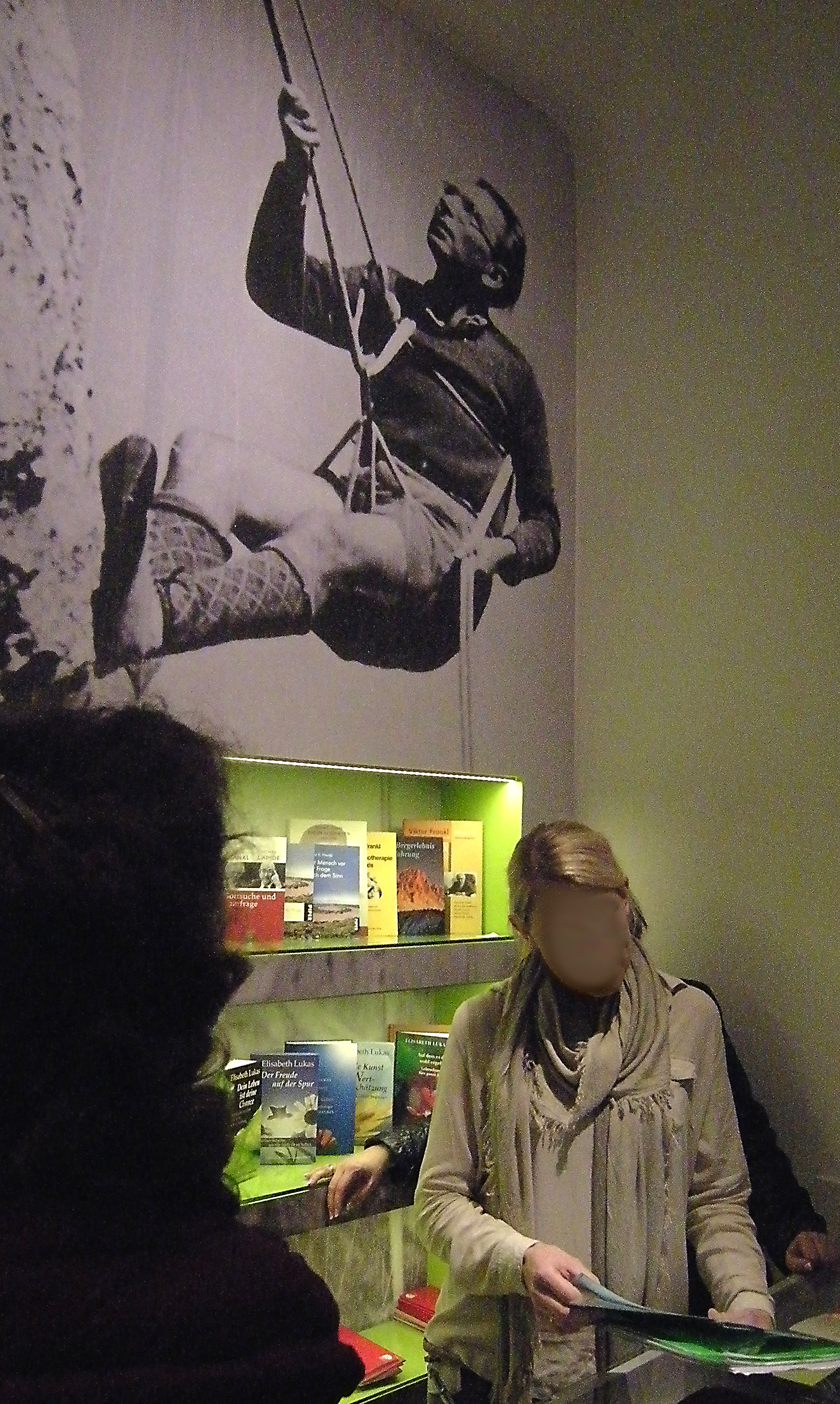
Frankl als Kletterer, Fotografie im Viktor Frankl Museum Wien

Viktor Frankl gehörte der Sektion Donauland des Deutschen und Österreichischen Alpenvereins an und war einer der besten Alpinisten in dieser Sektion. Diese Sektion war insbesondere von jüdischen Bergsteigern in Wien gegründet worden, da die meisten anderen Sektionen Juden ausschlossen. Frankl war auch Mitglied bei den österreichischen Naturfreunden, einer sozialistischen, eher an Arbeiter gerichteten Vereinigung für Wanderer und Bergsteiger.
Zum Klettern war er gekommen, weil er Angst vor dem Blick in die Tiefe hatte. Er hatte sich selbst therapiert, indem er mit Klettern angefangen und Gefallen daran gefunden hatte.
Er wurde Bergführer und unternahm schwierige Hoch- und Klettertouren, die Rax war sein Lieblingsberg. Drei schwierige Klettereien auf der Rax und am Peilstein wurden nach ihm benannt, die Viktor-Frankl-Kante (UIAA IV, eine Stelle V) am Peilstein wurde von Rudolf Reif 1949 erstbegangen. Reif war auch Jude und aus der Sektion Donauland, der sich nach Shanghai retten konnte und dort viel an Frankl und gemeinsame Bergausfahrten dachte.
Auf sein Bergführerabzeichen war Frankl so stolz, dass er es sogar bis ins Konzentrationslager mitnahm. Später führte er sein Überleben auch darauf zurück, dass er eine langjährige Erfahrung als Alpinist hatte, die ihm eine große Frustrationstoleranz antrainiert hatte.

## Werk

### Logotherapie und Existenzanalyse
Viktor Frankl schuf die Logotherapie und ein dazugehöriges Konzept des menschlichen Daseins, das er „Existenzanalyse“ nannte. Die Logotherapie beruht auf Frankls Überzeugung, dass der Mensch nach einem Sinn im Leben strebt und dass er krank wird, wenn er keinen Sinn in seinem Leben sieht. Die Existenzanalyse Frankls hebt entsprechend die Bedeutung des Geistigen hervor: Zur menschlichen Existenz gehöre nicht nur der Leib und die Seele (das Psychische), sondern unbedingt auch die geistige Dimension (siehe Dimensionalontologie). Frankls neuer Ansatz wird mit Blick auf Sigmund Freud und Alfred Adler, die ebenfalls in Wien wirkten, als „dritte Wiener Schule der Psychotherapie“ bezeichnet.
Zwei wesentliche Begriffe in Frankls Therapiekonzept sind Selbsttranszendenz und Selbstdistanzierung. Ersteres meint den hohen ethischen Wert der Hingabe an eine Aufgabe oder Person, letzteres das humorvolle Absehen von sich selbst. Frankls Begriff der Selbsttranszendenz wurde von Robert Cloninger rezipiert, der Selbsttranszendenz zu den drei wesentlichen „Dimensionen des Charakters“ zählt.
Zwei von der Selbstdistanzierung abgeleitete, sehr nützliche Techniken zum Umgang mit körperlichen Symptomen sind die paradoxe Intention und die Dereflexion. Mit beiden Techniken wird verhindert, dass sich eine sekundäre psychische Affizierung auf die primäre somatische aufsetzt.
- Zur paradoxen Intention: Neurologische Ausfälle – beispielsweise lässt einen das Namensgedächtnis häufig im Stich – werden gekontert, indem man sich vornimmt, Weltmeister in dieser Disziplin zu werden, hier Weltmeister im Vergessen von Namen. Und meist tritt als paradoxer Effekt dieser Intention der neurologische Ausfall dann doch nicht ein, man erinnert sich an den Namen. Der Patient wünscht sich unter psychotherapeutischer Anleitung paradoxerweise genau das herbei, wovor er sich fürchtet.[18]
- Die Dereflexion hingegen fordert einen auf, das störende Symptom möglichst nicht zu beachten, an ihm vorbeizudenken, auf ein besseres, lohnenderes Ziel gerichtet zu bleiben – und, siehe da, das Symptom verschwindet.

Das Therapieelement der paradoxen Intention (nicht mit der paradoxen Intervention zu verwechseln) wurde von anderen Schulrichtungen übernommen, sowie u. a. die Dereflexion, die Einstellungsänderung, das Logodrama, die existenzanalytische Traumdeutung, der sokratische Dialog.
Allgemein hilft logotherapeutisches Gedankengut, u. a. Leiderfahrungen in Geduld und Tapferkeit zu ertragen:

„Das Leiden, die Not gehört zum Leben dazu, wie das Schicksal und der Tod. Sie alle lassen sich vom Leben nicht abtrennen, ohne dessen Sinn nachgerade zu zerstören. Not und Tod, das Schicksal und das Leiden vom Leben abzulösen, hieße dem Leben die Gestalt, die Form nehmen. Erst unter den Hammerschlägen des Schicksals, in der Weißglut des Leidens an ihm, gewinnt das Leben Form und Gestalt.“

„Die Antwort, die der leidende Mensch durch das Wie des Leidens auf die Frage nach dem Wozu des Leidens gibt, ist allemal eine wortlose Antwort; aber sie ist die einzig sinnvolle Antwort.“

### Rezeption
Viktor Frankl galt als einer der größten Fachleute auf seinem Gebiet. Seine Arbeit fand schon zu Lebzeiten weltweite Anerkennung in höchstem Ausmaß, während er in seinem Heimatland fast nur unter Akademikern bekannt war. Der ehemalige Bundespräsident Rudolf Kirchschläger bemerkte schon zu Lebzeiten Frankls (1994), dass er wohl der größte noch lebende Österreicher sei. Erst nach seinem Tod zollte man ihm auch in Österreich die breitere öffentliche Anerkennung.
Frankls bekanntestes Buch ist Man’s Search for Meaning, die amerikanische Ausgabe seines Buches … trotzdem Ja zum Leben sagen. Es wurde neun Millionen Mal verkauft – die Library of Congress nennt es „one of the ten most influential books in America“. Übersetzungen von Frankls Büchern erschienen in rund 50 Sprachen.
In Österreich wird sein Werk vom Ausbildungsinstitut für Logotherapie und Existenzanalyse (ABILE) an zukünftige Psychotherapeuten vermittelt. In Deutschland existieren viele Ausbildungs- und Therapie-Institute. Weltweit führen Wissenschaftler und Autoren, unter anderen Elisabeth Lukas, Eugenio Fizzotti, Claudio Garcia Pintos, Katsutaro Nagata, die Arbeit Frankls fort.
Das Viktor Frankl Zentrum Wien wurde im Oktober 2004 in Perchtoldsdorf bei Wien gegründet. Der Anlass waren zahlreiche Anregungen aus dem In- und Ausland, ein Studien- und Weiterbildungszentrum zu gründen, in dem Frankls Lebenswerk vermittelt und erforscht werden solle. Im Februar 2005 verlegte das Zentrum seinen Sitz in das Gebäude Mariannengasse 1 in Wien. Hier mietete es direkt neben der Wohnung, in der Viktor Frankl über 52 Jahre gelebt hatte, Räume an. Die erste Ausstellung Lebe(n) voll Sinn wurde bereits zu Frankls 100. Geburtstag im März 2005 eröffnet. Das Viktor Frankl Zentrum Wien eröffnete am 26. März 2015, zu Frankls 110. Geburtstag, in der Mariannengasse 1 das Viktor Frankl Museum.

## Werke (Auswahl)
Frankls umfangreiches Werk ist in verschiedenen Publikationsmedien wie Artikeln, Vorträgen, Monographien sowie Sammelbänden veröffentlicht, die sich teilweise überschneiden. Seine Werke lassen sich grob drei Perioden zuordnen:
1. bis ca. 1960, Arbeiten auf Deutsch, verlegt beim Verlag Franz Deuticke, Wien, mehrheitlich vergriffen;
2. bis ca. 1970, Arbeiten auf Englisch;
3. Neuauflagen, neuere Arbeiten sowie neue Zusammenstellungen und Einleitungen zu bereits erschienenen Aufsätzen und Vorträgen auf Deutsch, verlegt mehrheitlich bei den Verlagen Hans Huber in Bern sowie Kösel und Piper, beide München.

### Deutsch

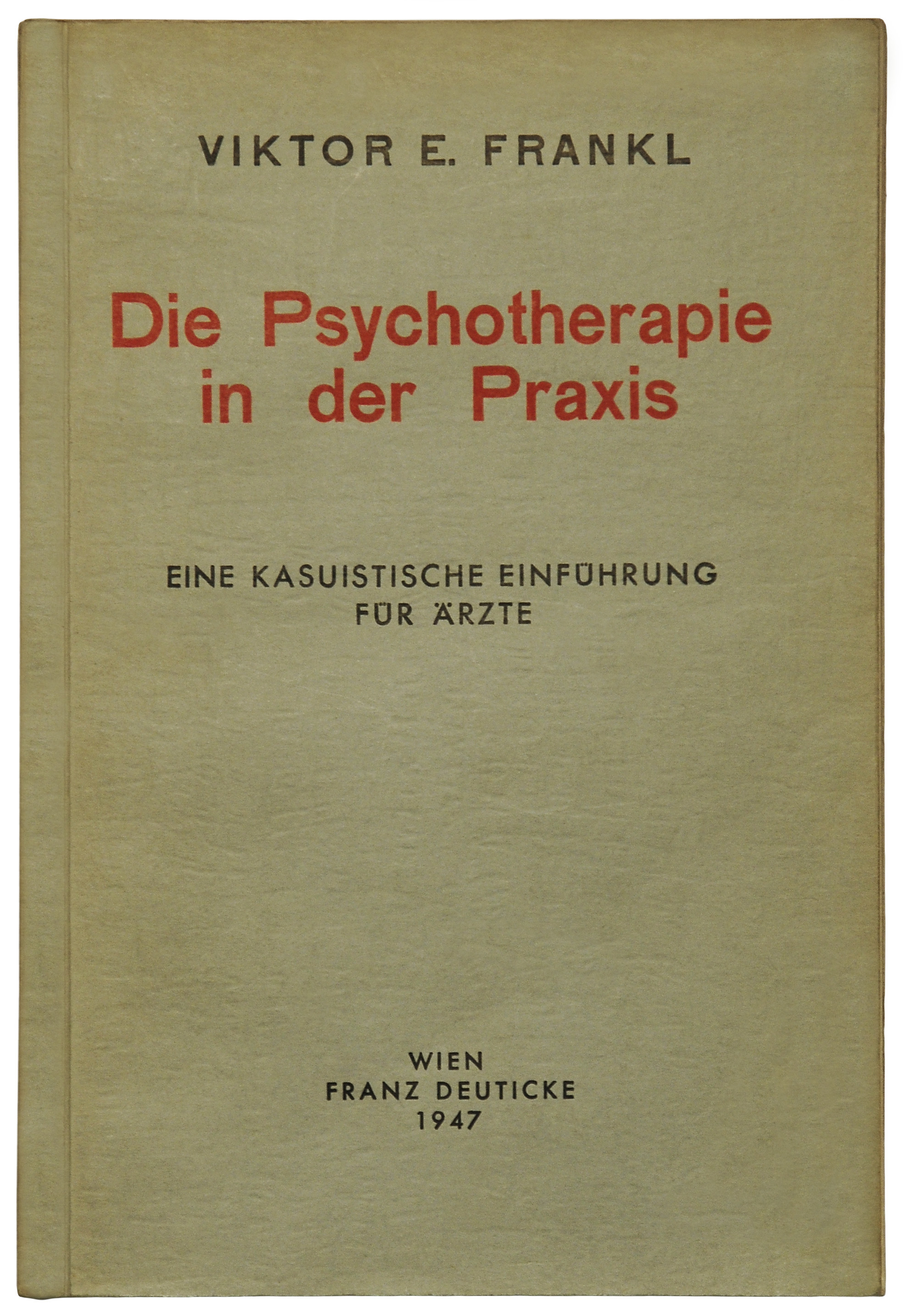

- Ärztliche Seelsorge. Grundlagen der Logotherapie und Existenzanalyse. Deuticke, Wien 1946; Fischer TB 42302, Frankfurt am Main 1997; Neuauflage; in dieser Auflage erstmals ergänzt durch: Zehn Thesen über die Person. Deuticke, Wien 2005, ISBN 3-552-06001-4.
- … trotzdem Ja zum Leben sagen. Drei Vorträge. Deuticke, Wien 1946.
  - Taschenbuchausgabe: Deutscher Taschenbuch Verlag, München (= dtv. Bd. 30142), 26. Auflage, März 2006, ISBN 3-423-30142-2.
  - … trotzdem Ja zum Leben sagen. Hörbuch, gelesen von Martin Schwab. Universal Music/Deutsche Grammophon (Literatur), Berlin 2007, ISBN 978-3-8291-1878-1.
  - … trotzdem Ja zum Leben sagen. Ein Psychologe erlebt das Konzentrationslager. Neuausgabe, 2009; 7. Auflage: Kösel, München 2015, ISBN 978-3-466-36859-4.
- Die Psychotherapie in der Praxis. Eine kasuistische Einführung für Ärzte. Franz Deuticke, Wien 1947, DNB 573369836.
- Der unbewußte Gott. Psychotherapie und Religion. Kösel, München, 1948–2004 (ISBN 3-423-35058-X); und dtv 35058, München ISBN 3-466-20302-3.[25]
- Der unbedingte Mensch. Metaklinische Vorlesungen. Deuticke, Wien 1949, DNB 57336981X.
- Pathologie des Zeitgeistes. Rundfunkvorträge über Seelenheilkunde. Deuticke, Wien 1955, DNB 451344790.
- Theorie und Therapie der Neurosen. Einführung in Logotherapie und Existenzanalyse. Reinhardt, München/Basel 1956; (= UTB. Band 457) 9. Auflage, 2007, ISBN 978-3-497-01924-3.
- Psychotherapie für den Laien. Rundfunkvorträge über Seelenheilkunde. (Überarbeitete und erweiterte Neuauflage von Pathologie des Zeitgeistes). Herder, Freiburg im Breisgau 1971; 5. Auflage 1975, ISBN 3-451-01887-X.
- Der Mensch auf der Suche nach Sinn. Klett, Stuttgart 1972, ISBN 3-451-01930-2.
- Der Wille zum Sinn. Ausgewählte Vorträge über Logotherapie. Huber, Bern 1972, 3., erw. Auflage, ISBN 3-456-81165-9; 5. Auflage 2005, ISBN 3-456-84173-6; Lizenzausgabe: Serie Piper, München/Zürich 1994, ISBN 3-492-11238-2.
- Der leidende Mensch. Anthropologische Grundlagen der Psychotherapie. Huber, Bern 1975–2005, ISBN 3-456-84214-7.
- Das Leiden am sinnlosen Leben. Psychotherapie für heute. Herder, Freiburg im Breisgau 1978–2006, ISBN 3-451-04859-0.
- Der Mensch vor der Frage nach dem Sinn. Eine Auswahl aus dem Gesamtwerk. Piper, München/Zürich 1979–2006, ISBN 3-492-20289-6.[26] (Dieses Buch bietet sich als Einstieg an.)
- Die Sinnfrage in der Psychotherapie. Piper, München 1981, ISBN 3-492-00514-4.
- Logotherapie und Existenzanalyse. Piper, München/Zürich 1987, ISBN 3-492-03113-7; Neuauflage: Psychologie Verlags Union, Weinheim 1998; Taschenbuchausgabe: BELTZ Taschenbuch 129, Weinheim 2005, ISBN 3-407-22129-0.
- Bergerlebnis und Sinnerfahrung. Tyrolia, Innsbruck 1992; 7., neu gestaltete Auflage 2013, ISBN 978-3-7022-3297-9.
- Was nicht in meinen Büchern steht. Lebenserinnerungen. Quintessenz, München 1995. Als Taschenbuch: Beltz, Weinheim 2002, ISBN 3-407-22757-4.
- mit Pinchas Lapide: Gottsuche und Sinnfrage. Ein Gespräch. Gütersloher Verlagshaus, Gütersloh 2005, ISBN 3-579-05428-7.
- Frühe Schriften 1923–1942. Herausgegeben von Gabriele Vesely-Frankl. Maudrich, Wien 2005, ISBN 3-85175-812-9.
- Es kommt der Tag, da bist du frei. Unveröffentlichte Texte und Reden. Hrsg. von Alexander Batthyány. Kösel, München 2015, ISBN 978-3-466-37138-9.
- Wer ein Warum zu leben hat. Lebenssinn und Resilienz. Beltz, Weinheim 2017, ISBN 978-3-407-86492-5.

Referenz: Viktor Frankl Institut

### Englisch
- On the Theory and Therapy of Mental Disorders. An Introduction to Logotherapy and Existential Analysis. Translated by James M. DuBois. Brunner-Routledge, London/New York 2004, ISBN 0-415-95029-5.
- Man's Search for Meaning. An Introduction to Logotherapy. Simon & Schuster, New York/Beacon, Boston, ISBN 0-8070-1426-5; Random House/Rider, London 2004, ISBN 1-84413-239-0.
- Psychotherapy and Existentialism. Selected Papers on Logotherapy. Simon & Schuster, New York 1967, ISBN 0-671-20056-9.
- The Will to Meaning. Foundations and Applications of Logotherapy. Penguin, New York 1988, ISBN 0-452-01034-9.
- Man's Search for Ultimate Meaning. (A revised and extended edition of The Unconscious God; with a Foreword by Swanee Hunt). Perseus Book Publishing, New York 1997, ISBN 0-306-45620-6; Paperback edition: Perseus Book Group, New York Juli 2000, ISBN 0-7382-0354-8.
- The Question Of God. Experiences in a Concentration Camp.

Referenz: Viktor Frankl Institut

### Gesammelte Werke
Seit dem Jahr 2005 erscheint die auf 14 Bände angelegte Edition der Gesammelten Werke. In dieser sind die zahlreichen Publikationen Frankls erstmals thematisch systematisiert und werkgeschichtlich aufgearbeitet. Die Bände enthalten neben bereits bekannten Buchtiteln auch unveröffentlichte oder lange vergriffene Texte aus dem privaten Schriftenarchiv Frankls.
- Teilband 1: … trotzdem Ja zum Leben sagen / Ausgewählte Briefe 1945–1949. Herausgegeben von Alexander Batthyany, Karlheinz Biller und Eugenio Fizzotti. Böhlau, Wien 2005, ISBN 3-205-77351-9.
- Teilband 2: Psychologie des Konzentrationslagers / Synchronisation in Birkenwald / Ausgewählte Texte 1945–1993. Herausgegeben von Alexander Batthyany, Karlheinz Biller und Eugenio Fizzotti. Böhlau, Wien 2006, ISBN 3-205-77390-X.
- Teilband 3: Die Psychotherapie in der Praxis und ausgewählte Texte über angewandte Psychotherapie. Herausgegeben von Alexander Batthyany, Karlheinz Biller und Eugenio Fizzotti. Böhlau, Wien 2008, ISBN 978-3-205-77664-2.
- Teilband 4: Ärztliche Seelsorge. Grundlagen der Logotherapie und Existenzanalyse und Vorarbeiten zu einer sinnorientierten Psychotherapie. Herausgegeben von Alexander Batthyany, Karlheinz Biller und Eugenio Fizzotti. Böhlau, Wien 2011, ISBN 978-3-205-78619-1.
- Teilband 5: Psychotherapie, Psychiatrie und Religion. Über das Grenzgebiet zwischen Seelenheilkunde und Glauben. Herausgegeben von Alexander Batthyany und Karlheinz Biller. Böhlau, Wien 2018, ISBN 978-3-205-20574-6.

Referenz: Viktor Frankl Institut

### Bibliografien
Das Viktor Frankl Institut pflegt ein Medienarchiv und zwei Bibliografien, erstens von allen deutsch- und fremdsprachigen Werken Frankls, zweitens von primär wissenschaftlichen Publikationen zu den Ansätzen Viktor Frankls.
In einigen neueren Büchern findet sich eine Auswahl aus dem Schrifttum über Logotherapie und Existenzanalyse, zusammengestellt von Eugenio Fizzotti, mit über 100 Einträgen von Büchern Frankls (einschließlich Übersetzungen).

## Ehrungen
Viktor Frankl erhielt zahlreiche Ehrungen und Auszeichnungen, darunter verschiedene Professuren und 29 Ehrendoktorate.
- 1956: Förderungspreis für Volksbildung des Bundesministeriums für Unterricht
- 1962: Kardinal-Innitzer-Preis
- 1976: Preis der Donauland-Stiftung[30]
- 1980: Ehrenring der Stadt Wien
- 1981: Österreichisches Ehrenzeichen für Wissenschaft und Kunst
- 1986: Ehrendoktor der Universität Wien und Ehrenmitglied der Bürgervereinigung Landsberg im 20. Jahrhundert
- 1988: Großes Silbernes Ehrenzeichen mit dem Stern für Verdienste um die Republik Österreich[31]
- 1994: Ehrendoktor der Universität Salzburg
- 1995: Hans-Prinzhorn-Medaille[32]
- 1995: Ehrenbürgerschaft der Stadt Wien
- 1995: Großes Goldenes Ehrenzeichen mit dem Stern für Verdienste um die Republik Österreich[31]
- 1995: Großes Ehrenzeichen der Österreichischen Ärztekammer
- 1997: Ehrenmitgliedschaft der Österreichischen Akademie der Wissenschaften (Gesamtakademie)

Postum

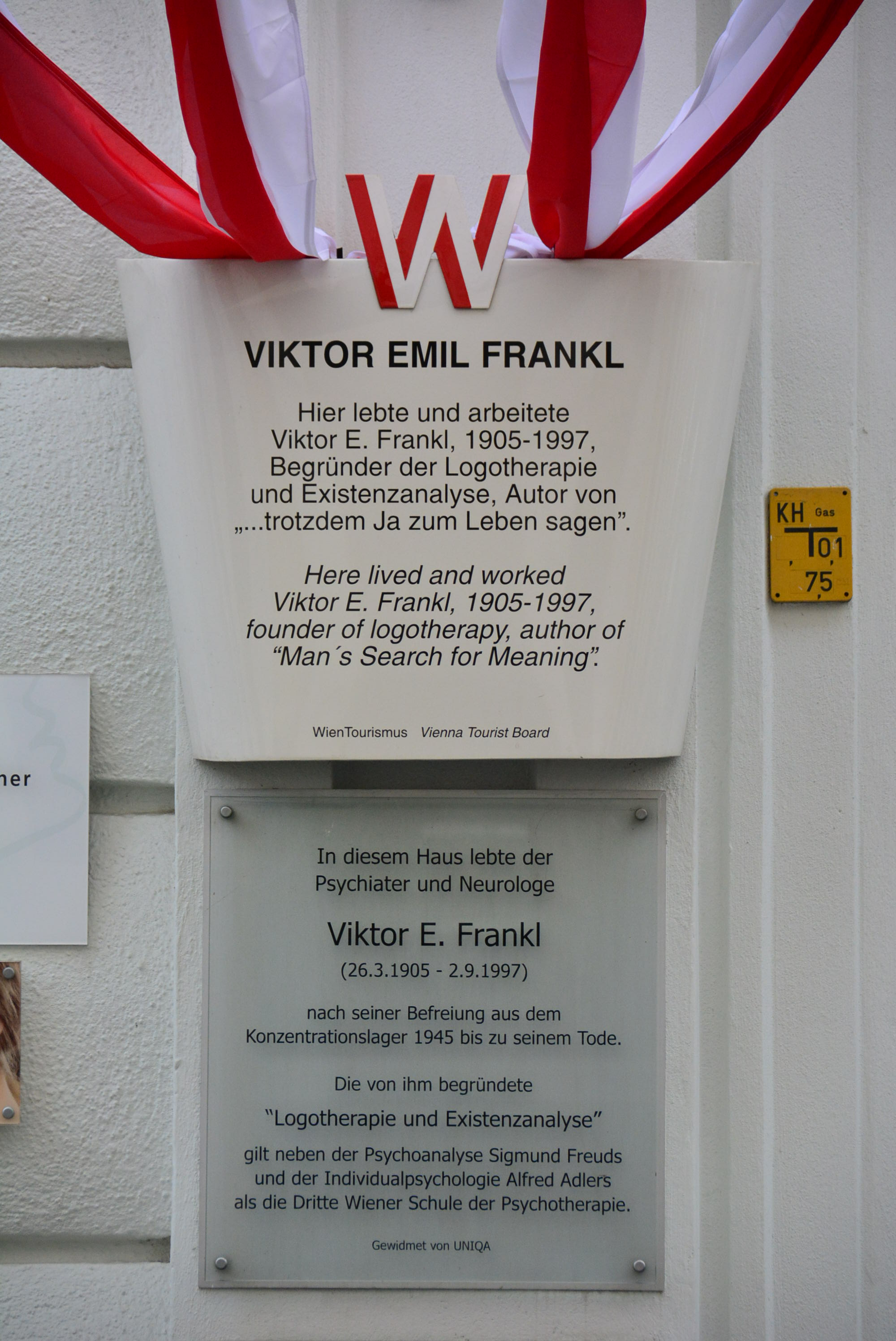
Gedenktafeln an Frankls Wohnhaus Mariannengasse 1 in Wien

- Gedenktafel an Frankls Geburtshaus, Czerningasse 6 in Wien
- An Frankls Wohn- und Sterbehaus in der Mariannengasse 1 in Wien wurden zwei Gedenktafeln neben dem Eingang angebracht.[33]
- Viktor-Frankl-Preis der Stadt Wien (2000–2019)
- Die 2007 gegründete Pädagogische Hochschule Kärnten wurde nach Viktor Frankl benannt.
- Am 13. Februar 2019 widmete die Münze Österreich Viktor Frankl die dritte und letzte Ausgabe der österreichischen 50-Euro-Goldmünzenserie „Wiener Schulen der Psychotherapie“[34]

## Zitate
„Sinn geben würde auf Moralisieren hinauslaufen. Und die Moral im alten Sinn wird bald ausgespielt haben. Über kurz oder lang werden wir nämlich nicht mehr moralisieren, sondern die Moral ontologisieren – gut und böse werden nicht definiert werden im Sinne von etwas, das wir tun sollen beziehungsweise nicht tun dürfen, sondern gut wird uns dünken, was die Erfüllung des einem Seienden aufgetragenen und abverlangten Sinnes fördert, und für böse werden wir halten, was solche Sinnerfüllung hemmt. Sinn kann nicht gegeben, sondern muss gefunden werden.“

„Sinn muss gefunden werden, kann nicht erzeugt werden.“

„Es ist keine Schande sein Ziel nicht zu erreichen, aber es ist eine Schande kein Ziel zu haben!“

„Seit Auschwitz wissen wir, wessen der Mensch fähig ist. Und seit Hiroshima wissen wir, was auf dem Spiel steht.“

„Muss man sich denn auch alles von sich gefallen lassen? Kann man nicht stärker sein als die Angst?“

„Der Nationalsozialismus hat den Rassenwahn aufgebracht. In Wirklichkeit gibt es aber nur zwei Menschenrassen, nämlich die ‚Rasse‘ der anständigen Menschen und die ‚Rasse‘ der unanständigen Menschen. Und die ‚Rassentrennung‘ verläuft quer durch alle Nationen und innerhalb jeder einzelnen Nation quer durch alle Parteien.“